# ウィラル
ウィラル（Wirral）は、イングランド・マージーサイドの大都市バラである。2008年の推定人口は311,200人、面積は160km2で、ウィラル半島の北部に位置する。タウンであるバーケンヘッドは、行政的にはウィラルに属している。マージー川の対岸はリヴァプールで、位置的にはウィラルから北東方面にあたる。
バラの東側にはマージー川、北側にはアイリッシュ海、西側にはディー川に囲まれている。
バラは、1972年のイギリス地方自治法に基づいて、1974年4月1日に、カウンティ・バラ(county borough)のバーケンヘッド、ワラジー、ミュニシパル・バラ(municipal borough)のベビントンおよびアーバン・ディストリクトのホイレイクとウィラルが合併し、1974年4月1日に設立した。

## パラダイス半島
ウィラルは「パラダイス半島」とも呼ばれる半島で、多くのレジャー施設や美しいビクトリア朝の建築がある。歴史的なバーケンヘッド・パーク、リスカードのセントラル・パーク、アローウェ・カントリー・パークから、ベビントンのメイヤー・パークのようなあまり知られていない名所まで、国内でも有数の公園や緑地があるため、リヴァプール都市圏にあって、ウィラルは都会と自然の両方の世界の良さを味わうことができる。
ウィラルは、リヴァプールエリアの裕福な居住地として知られており、マージーサイドで最も犯罪率の低い地域（2015年：1000人あたり16件）である。RightMoveのフレンドリーな隣人、治安、バーやレストランなどの地元の施設などの要素をもとに、人々が住んでいる場所にどれだけ満足しているかを評価する「Happy at Home Index」では、ウィラルは、レミントンスパとリーオンシーに次いで、全国で第3位に格付けされている。

## 観光
サーストストンの赤い岩、ホイレークのプロムナード、イーザムフェリー、ディー河口を見下ろすウィラルカントリーパーク、ウェストカービーのグランジヒルの森林地帯など、観光スポットが多い。晴れた日にBidston Hillの頂上に登れば、リバプールやウェールズまで見渡すことができる。
地理的に半島であるため、どこにいてもすぐビーチに出ることができる。New BrightonやWest Kirbyの壮大な夕日、海辺の散歩、ビーチでのアイスクリーム等、リゾート地ニューブライトンでの食事などを楽しむことができる。地下鉄、バス、電車等の交通機関も発達しているため。すべてのアトラクションに簡単にアクセスできる。

## 教育
Wirral Grammar School Girlsなどのトップスクールがある。ウィラルではグラマー・スクールのシステムが充実しており、保護者は評価の高い総合学校を選ぶことができる。Bebington High Sports College、職業訓練コースや建設センター、学校農場等も有名である。

## 姉妹都市
- ポーランド ノヴィ・ソンチ
- フランス ロリアン
- フランス ジュヌヴィリエ
- アメリカ合衆国 ミッドランド
- アメリカ合衆国 リノ